# Niamh Challenge Cup 2015
La Niamh Challenge Cup 2015 fue un torneo amistoso de fútbol en que se disputó del 30 al 31 de mayo de 2015 en el estadio The Bowl, ubicado en Douglas, Isla de Man. Contó con la participación de cuatro equipos: Alderney, Alta Hungría, Ellan Vannin y Panjab. El campeón del torneo calificó automáticamente a la Copa Mundial de Fútbol de ConIFA de 2016.

## Participantes
| Equipos participantes | Equipos participantes | Equipos participantes | Equipos participantes |
| --------------------- | --------------------- | --------------------- | --------------------- |
| Ellan Vannin          | Alderney              | Panjab                | Alta Hungría          |

## Partidos
| 30 de mayo de 2015 | Alderney          | 1-2 | Alta Hungría                             | The Bowl, Douglas |  |
| 11:30              | Josh Concanen 60' |     | Zoltan Novatar 40' · Attilia Dalonky 61' |                   |  |

| 30 de mayo de 2015 | Ellan Vannin | 8-1 | Panjab | The Bowl, Douglas        |                          |
| 15:00              | Sean Quaye 11', 37' · Ciaran McNulty 15' · Conor Doyle 44' · Frank Jones 50', 55' · Furo Davies 67' · Liam Doyle 75' |     | ? 28'  | Árbitro(s): Andrew Lodge | Árbitro(s): Andrew Lodge |

### Partido por el tercer puesto
| 31 de mayo de 2015 | Alderney | 1-9 | Panjab | The Bowl, Douglas |  |

### Final
| 31 de mayo de 2015 | Alta Hungría       | 1-3     | Ellan Vannin                                         | The Bowl, Douglas |  |
| 17:30              | Attila Dálnoky 72' | Reporte | Ciaran McNulty 20' · Sam Caine 25' · Conor Doyle 88' |                   |  |